# Dimbobaden
Dimbobaden är en bebyggelse utefter Riksväg 52 vid Hjälmarens södra strand mellan Hampetorp och Läppe i Lännäs socken i Örebro kommun. Från 2015 avgränsar SCB här en småort.